# Prodigiosina
La prodigiosina è un pigmento rosso intenso prodotto da diversi ceppi del batterio Serratia marcescens.
La ricercatrice statunitense Johanna C. Cullen, l'ha ritenuta causa del cosiddetto miracolo di Bolsena del 1263 (con il sanguinamento di un'ostia consacrata).
È dotata di proprietà antibiotiche e citotossiche marcate anche verso le cellule animali, per cui come tale non può essere impiegata.
Tuttavia, sono stati preparati dei derivati semisintetici che hanno mostrato l'interessante proprietà di deprimere le risposte immunitarie ed infiammatorie croniche negli animali da esperimento, attraverso l'interferenza con alcuni fattori di trascrizione per certi geni delle citochine.
Altri derivati sono sotto studio per l'interessante e potenziale proprietà antitumorale che potrebbero avere in un prossimo futuro. Mancano però dati sostanziali al riguardo.